# 分子探针公司
分子探针公司是一家专注于荧光染色领域的生物技术公司。2003年被现美国Life Technologies公司的前身英潍捷基（Invitrogen）以约3.25亿美元现金收购。
该公司1975年由迪克·豪格兰夫妇在其美国明尼苏达家中的厨房创办，之后曾短暂迁往德克萨斯，并于1980年代早期迁至俄勒冈州。1989年，从俄勒冈Junction City搬迁到目前所在的尤金。
该公司产品的命名颇有特色。德克萨斯红是Haugland夫妇在德州期间从罗丹明的衍生物中开发的一种染料。而俄勒冈绿和Cascade蓝染料则因是公司在俄勒冈期间开发而得名。Marina Blue和公司最著名的产品Alexa Fluor则取名于Hauglands夫妇的女儿Marina和儿子Alex。